# روکه گونزالس گارزا
روکه گونزالس گارزا (انگلیسی: Roque González Garza؛ زاده ۲۳ مارس ۱۸۸۵ – درگذشته ۱۲ نوامبر ۱۹۶۲) سیاستمدار، و پرسنل نظامی اهل مکزیک بود. وی از ۱۶ ژانویه ۱۹۱۵ تا ۱۰ ژوئن ۱۹۱۵ رئیس‌جمهور این کشور بود.
روکه گونزالس گارزا در ۱۲ نوامبر ۱۹۶۲، در سن ۷۷ سالگی درگذشت.